# 伯克河

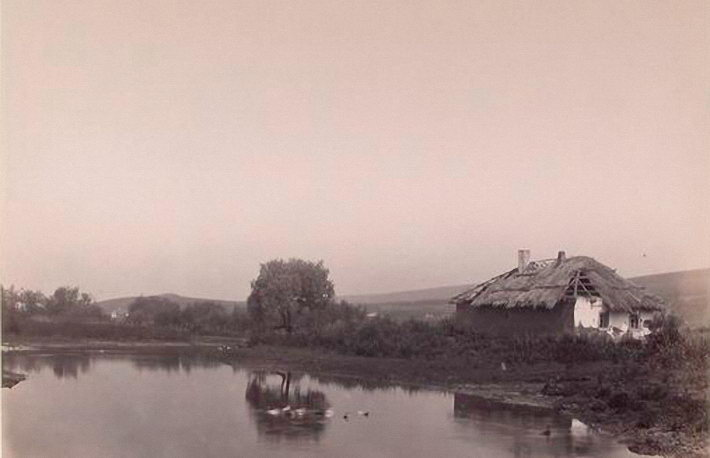
1889年的伯克河

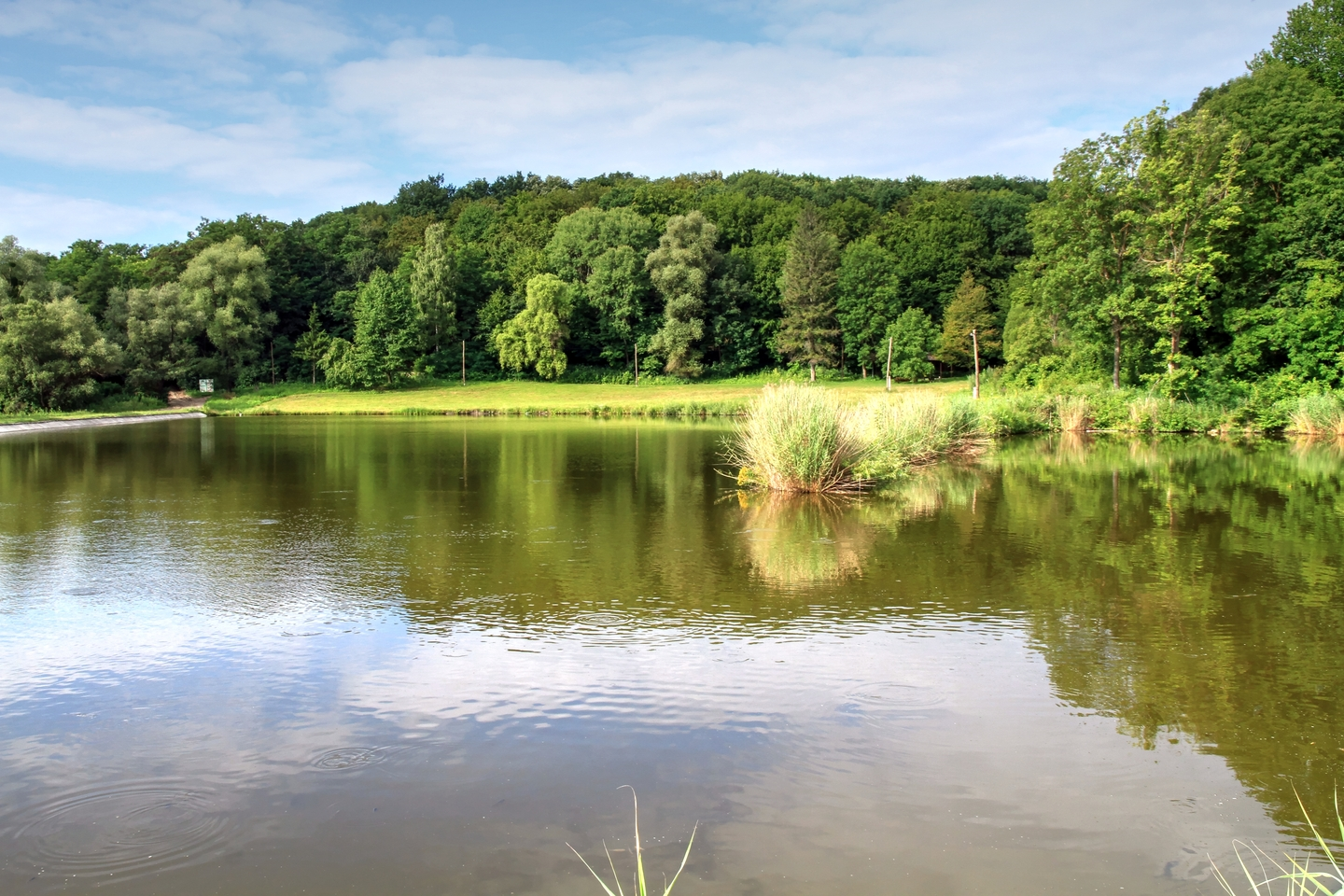
科德魯自然保留區

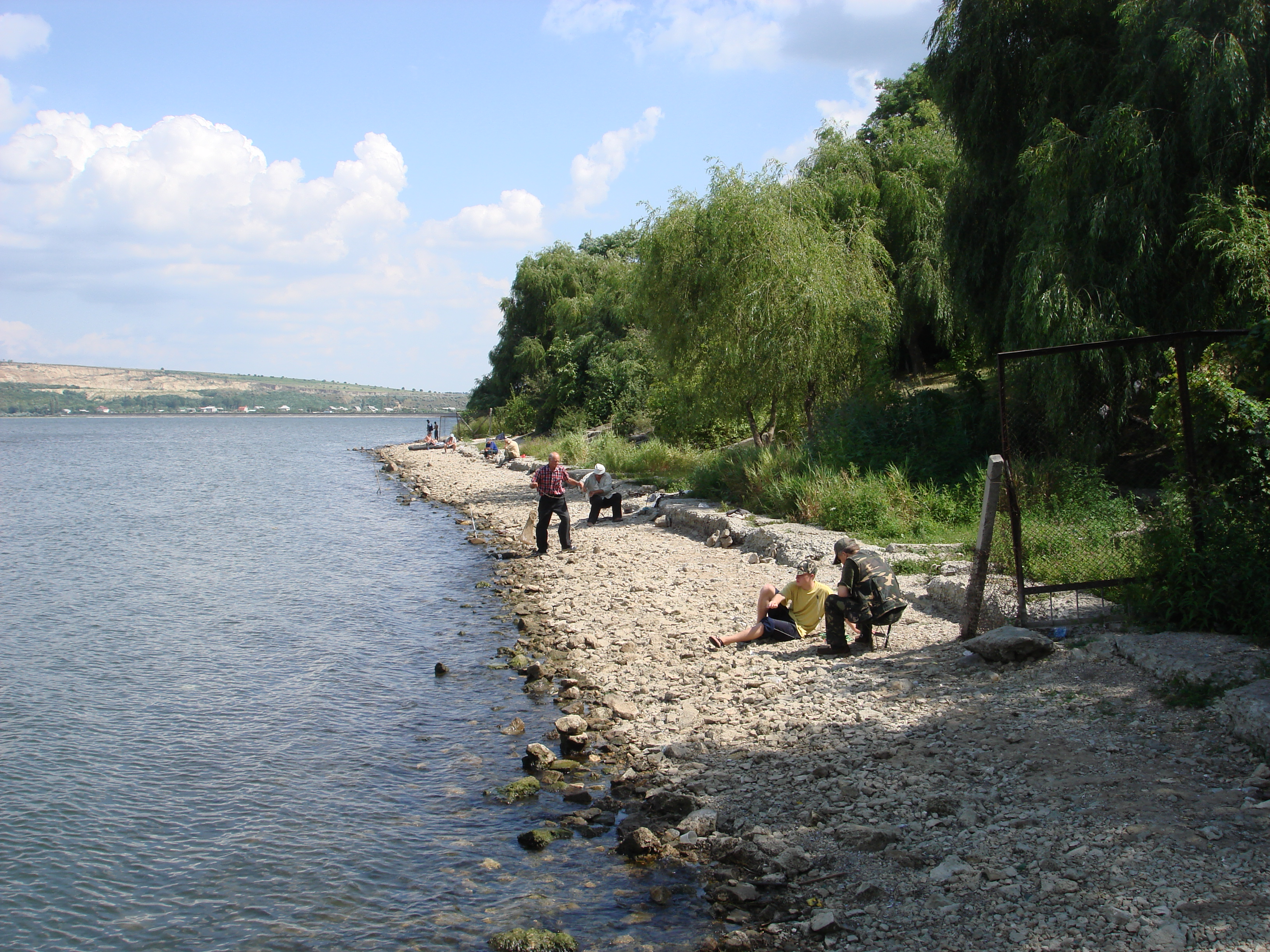
吉迪吉奇水库

伯克河（羅馬尼亞語：Bîc，發音：[bɨk]）是摩爾多瓦共和國中部的一條河流，是德涅斯特河的右支流。
伯克河自摩爾多瓦西部的科德魯丘陵發源，向東南流經克勒拉希、布科沃茨、斯特勒謝尼、瓦特拉以及首都基希讷乌等城鎮，於古拉伯库卢伊匯入德涅斯特河。全長155公里，年均流量為1立方米/秒。